# Juryj Sieliwierstau
Juryj Michajławicz Sieliwierstau (biał. Юрый Міхайлавіч Селіверстаў; ros. Юрий Михайлович Селиверстов, Jurij Michajłowicz Sieliwierstow; ur. w 1978 w Mińsku) – białoruski polityk i finansista, minister finansów Republiki Białorusi.

## Życiorys
W 2002 ukończył Białoruski Państwowy Uniwersytet Ekonomiczny. Po studiach został zatrudniony w Ministerstwie Finansów Republiki Białorusi, gdzie pracował na różnych stanowiskach. W 2009 ukończył Akademię Zarządzania przy Prezydencie Republiki Białorusi.
W 2009 został naczelnikiem Głównego Departamentu Finansów Sektora Produkcji w Ministerstwie Finansów Republiki Białorusi. W 2012 przeniesiony na stanowisko naczelnika Głównego Departamentu Polityki Budżetowej tego ministerstwa. W 2015 został wiceministrem finansów. W 2018 awansowany na urząd pierwszego wiceministra finansów.
5 czerwca 2020 prezydent Białorusi Alaksandr Łukaszenka mianował go ministrem finansów w rządzie Ramana Hałouczenki.
W czerwcu 2022 roku został usankcjonowany przez Kanadę.
Żonaty, ma dwie córki.